# Shiva (film)
|  | Denne artikel er oprettet af botten Steenthbot ud fra en ekstern database. Den kan derfor have sproglige fejl eller mangler. Denne skabelon kan fjernes efter kontrol af indholdet. |

Shiva er en dansk kortfilm fra 2015 instrueret af Christian Bengtson.

## Medvirkende
- Karen-Lise Mynster, Anita
- Julie Brochorst Andersen, Stella
- Mads Reuther, Daniel
- Adam Ild Rohweder, Mark